# دبليو. كينيث ديفيس
دبليو. كينيث ديفيس (بالإنجليزية: W. Kenneth Davis)‏ هو كيميائي أمريكي، ولد في 1918، وتوفي في 2005.